# An'im Zemirot
An‘im Zemirot (in ebraico אנעים זמירות‎?, lett. "canterò dolci canzoni") è un poema liturgico ebraico cantato in sinagoga alla fine dello Shabbat e dei servizi festivi mattutini. Formalmente è noto come Shir ha-Kavod (in ebraico שיר הכבוד‎?, lett. "Canto di Gloria"), ma viene spesso citato col titolo anim zemirot, dalle prime due parole del poema stesso.
Anim Zemirot è recitato in maniera responsiva, con il primo versetto letto ad alta voce dallo shaliach tzibbur (שליח ציבור, lett. "messaggero della congregazione), il secondo versetto recitato dalla congregazione all'unisono, e così via. Il poema si pensa sia stato scritto da Judah ben Samuel di Ratisbona, noto come Rav Yehudah Hachassid, studioso tedesco e pietista Chassidei Ashkenaz.

## Struttura
Il corpo principale di Anim Zemirot è composto da 31 versetti originali, seguite da due versetti dal Tanakh: il primo da Cronache 29:11, il secondo da Salmi 106:2. Dal quinto al ventottesimo versetto, ogni frase inizia con la lettera successiva dell'alfabeto ebraico, fatta eccezione per la lettera reš (ר) e tav (ת), entrambe che appaiono due volte. Poiché ci sono un numero dispari di versetti all'interno del corpo principale, la congregazione recita tradizionalmente l'ultimo verso del corpo principale insieme allo shaliach tzibbur. Gli ultimi due versetti sono poi recitati da soli dai membri della congregazione; lo shaliach tzibbur recita il versetto del Salmo ad alta voce per indicare il completamento di Anim Zemirot e permettere ai membri della congregazione che stanno dicendo il Kaddish Yatom (קדיש יתום, Kaddish di chi è in lutto) di iniziare la loro recitazione.
L'Arca Santa viene aperta per la declamazione di Anim Zemirot, secondo il rituale formale appropriato al suo titolo "Canto di Gloria". Esiste una tradizione che questo nome dall'antico modo di recitare gli ultimi quattro versetti di Salmi 24 prima di recitare Anim Zemirot. Secondo il rabbino e posek Mordecai ben Avraham Yoffe (Praga, 1530–1612), la declamazione di Anim Zemirot è stata limitata in modo che non diventi troppo familiare e mondana. Mentre la maggioranza delle congregazioni recitano la preghiera durante lo Shabbat e le festività ebraiche, il Gaon di Vilna reputava che dovesse esser recitata solo durante le festività maggiori. Una ristretta minoranza di congregazioni la recitano a Rosh haShanah e Yom Kippur.

## Testi e critica
In molte sinagoghe è diventata abitudine che Anim Zemirot venga recitato da un bambino.
 Anim Zemirot. è chiamato anche Shir ha-Kavod:
| Ebraico | Traslitterazione |
| --- | --- |
| 1A אַנְעִים זְמִירוֹת וְשִׁירִים אֶאֱרֹג כִּי אֵלֶיךָ נַפְשִׁי תַּעֲרֹג 1B נַפְשִׁי חָמְּדָה בְּצֵל יָדֶךָ לָדַעַת כָּל רָז סוֹדֶךָ 2A מִדֵּי דַּבְּרִי בִּכְבוֹדֶךָ הוֹמֶה לִבִּי אֶל דּוֹדֶיךָ 2B עַל כֵּן אֲדַבֵּר בְּךָ נִכְבָּדוֹת וְשִׁמְךָ אֲכַבֵּד בְּשִׁירֵי יְדִידוֹת 3A אֲסַפְּרָה כְבוֹדְךָ וְלֹא רְאִיתִיךָ אֲדַמְּךָ אֲכַנְּךָ וְלֹא יְדַעְתִּיךָ 3B בְּיַד נְבִיאֶיךָ בְּסוֹד עֲבָדֶיךָ דִּמִּיתָ הֲדַר כְּבוֹד הוֹדֶךָ 4A גְּדֻלָּתְךָ וּגְבוּרָתֶךָ כִּנּוּ לְתֹקֶף פְּעֻלָּתֶךָ 4B דִּמּוּ אוֹתְךָ וְלֹא כְפִי יֶשְׁךָ וַיְשַׁוּוּךָ לְפִי מַעֲשֶׂיךָ 5A הִמְשִׁילוּךָ בְּרֹב חֶזְיוֹנוֹת הִנְּךָ אֶחָד בְּכָל דִּמְיוֹנוֹת 5B וַיֶּחֱזוּ בְךָ זִקְנָה וּבַחֲרוּת וּשְׂעַר רֹאשְׁךָ בְּשֵׂיבָה וְשַׁחֲרוּת 6A זִקְנָה בְּיוֹם דִּין וּבַחֲרוּת בְּיוֹם קְרָב כְּאִישׁ מִלְחָמוֹת יָדָיו לוֹ רַב 6B חָבַשׁ כּוֹבַע יְשׁוּעָה בְּרֹאשׁוֹ הוֹשִׁיעָה לוֹ יְמִינוֹ וּזְרוֹעַ קָדְשׁוֹ 7A טַלְלֵי אוֹרוֹת רֹאשׁוֹ נִמְלָא וּקְוֻצּוֹתָיו רְסִיסֵי לַיְלָה 7B יִתְפָּאֵר בִּי כִּי חָפֵץ בִּי וְהוּא יִהְיֶה לִי לַעֲטֶרֶת צְבִי 8A כֶּתֶם טָהוֹר פָּז דְּמוּת רֹאשׁוֹ וְחַק עַל מֶצַח כְּבוֹד שֵׁם קָדְשׁוֹ 8B לְחֵן וּלְכָבוֹד צְבִי תִּפְאָרָה אֻמָּתוֹ לוֹ עִטְּרָה עֲטָרָה 9A מַחְלְפוֹת רֹאשׁוֹ כְּבִימֵי בְחוּרוֹת קְוֻצּוֹתָיו תַּלְתַּלִים שְׁחוֹרוֹת 9B נְוֵה הַצֶּדֶק צְבִי תִפְאַרְתּוֹ יַעֲלֶה נָּא עַל רֹאשׁ שִׂמְחָתוֹ 10A סְגֻלָּתוֹ תְּהִי בְיָדוֹ עֲטֶרֶת וּצְנִיף מְלוּכָה צְבִי תִפְאֶרֶת 10B עֲמוּסִים נְשָׂאָם עֲטֶרֶת עִנְּדָם מֵאֲשֶׁר יָקְרוּ בְעֵינָיו כִּבְּדָם 11A פְּאֵרוֹ עָלַי וּפְאֵרִי עָלָיו וְקָרוֹב אֵלַי בְּקָרְאִי אֵלָיו 11B צַח וְאָדֹם לִלְבוּשׁוֹ אָדֹפּוּרָה בְּדָרְכוֹ בְּבוֹאוֹ מֵאֱדוֹם 12A קֶשֶׁר תְּפִלִּין הֶרְאָה לֶעָנָו תְּמוּנַת ה' לְנֶגֶד עֵינָיו 12B רוֹצֶה בְּעַמּוֹ עֲנָוִים יְפָאֵר יוֹשֵׁב תְּהִלּוֹת בָּם לְהִתְפָּאֵר 13A רֹאשׁ דְּבָרְךָ אֱמֶת קוֹרֵא מֵרֹאשׁ דּוֹר וָדוֹר עַם דּוֹרֶשְׁךָ דְּרֹשׁ 13B שִׁית הֲמוֹן שִׁירַי נָא עָלֶיךָ וְרִנָּתִי תִּקְרַב אֵלֶיךָ 14A תְּהִלָּתִי תְּהִי לְרֹאשְׁךָ עֲטֶרֶת וּתְפִלָּתִי תִּכּוֹן קְטֹרֶת 14B תִּיקַר שִׁירַת רָשׁ בְּעֵינֶיךָ כְּשִּׁיר יוּשַׁר עַל קָרְבָּנֶיךָ 15A בִּרְכָתִי תַעֲלֶה לְרֹאשׁ מַשְׁבִּיר מְחוֹלֵל וּמוֹלִיד צַדִּיק כַּבִּיר 15B וּבְבִרְכָתִי תְנַעֲנַע לִי רֹאשׁ וְאוֹתָהּ קַח לְךָ כִּבְשָׂמִים רֹאשׁ 16 יֶעֱרַב נָא שִׂיחִי עָלֶיךָ כִּי נַפְשִׁי תַעֲרֹג אֵלֶיךָ 17 מִי יְמַלֶיל גְּבוּרוֹת יְיָ יָשׁמְיעָ כְּל תְהִלָּתוֹ | 1A Anim zemirot v‘shirim e'erog ki eilecha nafshi ta'arog. 1B Nafshi chomda b‘tzel yadecha lada'at kol raz sodecha. 2A Midei daberi bi'chvodecha homeh libi el dodecha. 2B Al ken adaber b‘cha nichbadot v‘shimcha achabed b‘shirei y‘didot. 3A Asap‘ra ch‘vodcha velo r'i'ticha adamcha achancha v'lo y'daticha. 3B B'yad n'viecha b'sod avadecha dimita hadar k'vod hodecha. 4A Gedulatcha ug'vuratecha kinu letokef peulatecha. 4B Dimu otcha v'lo k'fi yeshcha vayashvucha l'fi ma'asecha. 5A Himshilucha b'rov chezyonot hincha echad b'chol dimyonot. 5B Vayechezu b'cha ziknah uvacharut,us'ar roshcha b'seiva v'shacharut. 6A Ziknah b'yom din uvacharut b'yom k'rav k'ish milchamot yadav lo rav. 6B Chavash kovah y'shuah b'rosho hoshia lo y'mino uzroah kodsho. 7A Tal'lei orot rosho nimlah k'vut'sotav r'sisei laila. 7B Yitpa'er bi ki chafetz bi, v'hu yihyeh li la'ateret tzvi. 8A Ketem tahor paz d'mut rosho v'chak al metzach k'vod shem kodsho. 8B L‘chen ul‘chavod tzvi tifarah umato lo itra atara. 9A Machl'fot rosho k'vimei b'churot, k'vutzotav taltalim sh'chorot. 9B N'veh hatzedek tzvi tifarto ya'aleh na al rosh simchato. 10A S'gulato t'hi b'yado ateret utznif m'lucha tzvi tiferet. 10B Amusim nesa'am ateret indam me'asher ya'kru b'einav kib'dam. 11A P'ero alai uf'eri alav, v'karov eilai b'kor'i eilav. 11B Tzach v'adom lilvusho adom pura v'dorcho b'vo'oh me'edom. 12A Kesher tefilin herah le'anav, temunat Adonai l'neged einav. 12B Rotzeh b'amo anavim y'fa'er, yoshev tehilot bam l'hit'pa'er. 13A Rosh d'varcha emet koreh merosh, dor vador am doreshcha d'rosh. 13B Sheet hamon shirai na alecha, v'rinati tikrav eileicha. 14A T'hilati t'hi l'roshcha ateret, ut'filati tikon k'toret. 14B Tikar shirat rush b'einecha kashir yushar al korbanecha. 15A Birchati Ta'Aleh L'rosh MaShbir, M'cholel U-Molid Tzadik KaBeer. 15B U-v'vivirchati T'na'a'nah Li Rosh, V'o'tah kach l'cha ki'visamim rosh 16 Ye'erav na sichi aleicha ki nafshi ta'arog eilecha. 17 Mee yimalel, g'vurot Adonoy, yashmiya kol tehillato. |

Traduzione:

### Analisi
Il canto viene a volte paragonato ad una forma minore del Cantico dei Cantici, sia per la sua cadenza che per i contenuti sensuali allegorici e antropomorfici:
Dolci canti e poesie io intesso
Perché l'anima mia anela a Te.
La anima mia desidera l'ombra della Tua mano,
Per conoscere tutti i Tuoi segreti.
Nelle primissime strofe, si espongono temi comuni di teologia mistica dei pietisti (Chassidei Ashkenaz) è la parola "KaVod" (Gloria):
Quando parlo della Tua gloria
Il mio cuore desidera ardentemente il Tuo amore.
Perciò parlerò di Te, delle Tue glorie.
Il Tuo Nome onorerò con canzoni d'amore.
Per l'autore di Shir ha-Kavod, Kavod è la manifestazione visibile di Dio. È la parte di Dio che è comprensibile all'esperienza umana, ma che non è ancora Dio:
Parlerò della Tua gloria, anche se non Ti ho mai visto.
Ti descriverò, anche se non Ti conosco.
Qua si ritrova un altro motivo mistico comune, quello del paradosso: raccontare ciò che non si è visto, descrivere ciò che non può essere conosciuto. È la Gloria che rende agnostos theos, il Dio inconoscibile, eppure accessibile e facilmente riconoscibile, nascosto e manifesto contemporaneamente. La Gloria è, secondo l'autore, ciò che i profeti hanno visto, ciò che produce angeli e di immagini antropomorfiche di divinità.
Si noti inoltre che nella strofa quattro si legge "glorie" e non "gloria." Per gli Chassidei Ashkenaz, ci sono due glorie, una Gloria maschile "superiore" e una Gloria femminile "inferiore". Il Kavod superiore è oscuro e inaccessibile ai mortali, ma il Kavod inferiore può essere percepito. Questa duplice emanazione deriva da un incontro biblico tra Mosè e Dio. Vedrai le mie spalle, ma il mio volto non lo si può vedere (Esodo 33:23). L'ispirazione potrebbe anche pervenire dal dictum talmudico che si dovrebbe pregare con "gli occhi rivolti in basso e il cuore rivolto in alto" (Yeb. 105b), vale a dire, volgi lo sguardo verso il Kavod inferiore, mentre immagini il Kavod superiore.
L'elemento maschile e quello femminile provengono dal Cantico dei Cantici 5 e Shir ha-Kavod utilizza l'immagine dell'amante maschio presa da lì - "cumuli di riccioli neri", "brillante e rosso, la Sua veste è purpurea"; "Bell'oro puro è la Sua testa" - per una descrizione di Kavod. Ciò lascia anche aperta la possibilità - non dichiarata nel poema e quindi poco sviluppata, ma presente comunque - che Israele stesso è la controparte femminile, il Kavod inferiore:
Si glorifica attraverso di me perché mi desidera.
E sarà per me una corona di bellezza.
La poesia prosegue usando una lettera dell'Alef-Bet per iniziare ogni strofa (a volte ripetendo la lettera successivamente), collega il Kavod alla parola misticismo trovata in opere mistiche precedenti come lo Sefer Yetzirah.
Il poema si conclude con una strofa riassuntiva che riutilizza il verbo "desiderare":
Spero che queste parole siano state dolci,
Sono state generate dal mio desiderio per Te.
Qui l'uso della radice ebraica Ayin-Resh-Bet ha anche connotazioni mistiche. Significa "dolce", invocando un aspetto sensuale dell'esperienza mistica. Tuttavia la stessa radice significa "mischiarsi", (sh'ti v'airev significa "ordito e trama"). Ciò mette in parallelo la riga di apertura ("...e canti io intesso...") con l'immagine di pensieri intrecciati e riflette il desiderio del mistico di fondersi con il divino.